# Amertak
L'Amertak (tradotto in italiano Ramo dell'Amer), è un canale artificiale dei Paesi Bassi nel bacino del delta del Reno, della Mosa e della Schelda. Situato a ovest di Geertruidenberg, nella provincia del Brabante Settentrionale è stato inaugurato il 21 luglio 1993, collega l'Amer con il Canale Wilhelmina evitando l'attraversamento del Donge, troppo stretto, tortuoso e poco profondo per la navigazione fluviale. Il canale è lungo 3 chilometri, largo 30 metri e profondo dai 3 ai 4,20 metri.
L'Amertak è una connessione regolare e sicura tra l'Amer e il Canale Wilhelmina ed è utilizzato principalmente per il trasporto commerciale, in particolare da navi container dirette a Oosterhout, Tilburg e Helmond.